# Poua de glaç de la Fàbrega
El Poua de glaç de la Fàbrega és un monument del municipi de Castellcir (Moianès) inclòs en l'Inventari del Patrimoni Arquitectònic de Catalunya.

## Descripció
És una construcció cilíndrica semi-soterrada d'uns 12 m de diàmetre per 10 m d'alçada, de la qual uns 2'5m estan excavats a la roca i la resta està construïda mitjançant maçoneria, incloent-hi la cúpula semiesfèrica que la cobreix. El mur que dona al riu queda al descobert i està reforçat per tres contraforts disposats radialment. A partir d'on arrenca la cúpula hi ha tres obertures quadrangulars (situades al nord, a l'est i a l'oest). En la part interior del pou hi ha dues fileres horitzontals de forats destinats a recolzar-hi les bastides de fusta que permetien accedir a l'interior del pou.

## Història
Els pous de gel, es construïren i obtingueren la seva major rendibilitat en el decurs dels segles XVII, XVIII i part del XIX, quan la fabricació i comercialització del gel representava una bona font d'ingressos. Això no obstant, durant la primera meitat del segle XX alguns pous continuaren funcionant, malgrat que l'aparició del gel artificial - amb l'arribada de l'electricitat i els transports moderns- fes desaparèixer aquest tipus d'indústria. Els últims pous en funcionament ja no comercialitzaven amb els hospitals, mercats... de Barcelona, sinó que eren d'ús propi.
Les condicions necessàries per a la construcció d'un pou de glaç són: la proximitat a les vies de comunicació, amb llocs de consum no gaire allunyats i la seva instal·lació en llocs de fortes glaçades i bones aigües. El gel es recollia a l'hivern a les basses o rieres properes al pou. Es tallava en blocs i s'emmagatzemava per capes recobertes de palla, vegetació i gel trossejat dins els pous, fins que a l'estiu, segons la demanda, s'anava extraient i transportant dins de sàrries també cobertes de palla i boll.